# Lerkräfta
Lerkräfta (Upogebia deltaura) är en kräftdjursart som först beskrevs av Leach 1815.  Lerkräfta ingår i släktet Upogebia och familjen Upogebiidae. Arten är reproducerande i Sverige. Inga underarter finns listade i Catalogue of Life.

## Bildgalleri

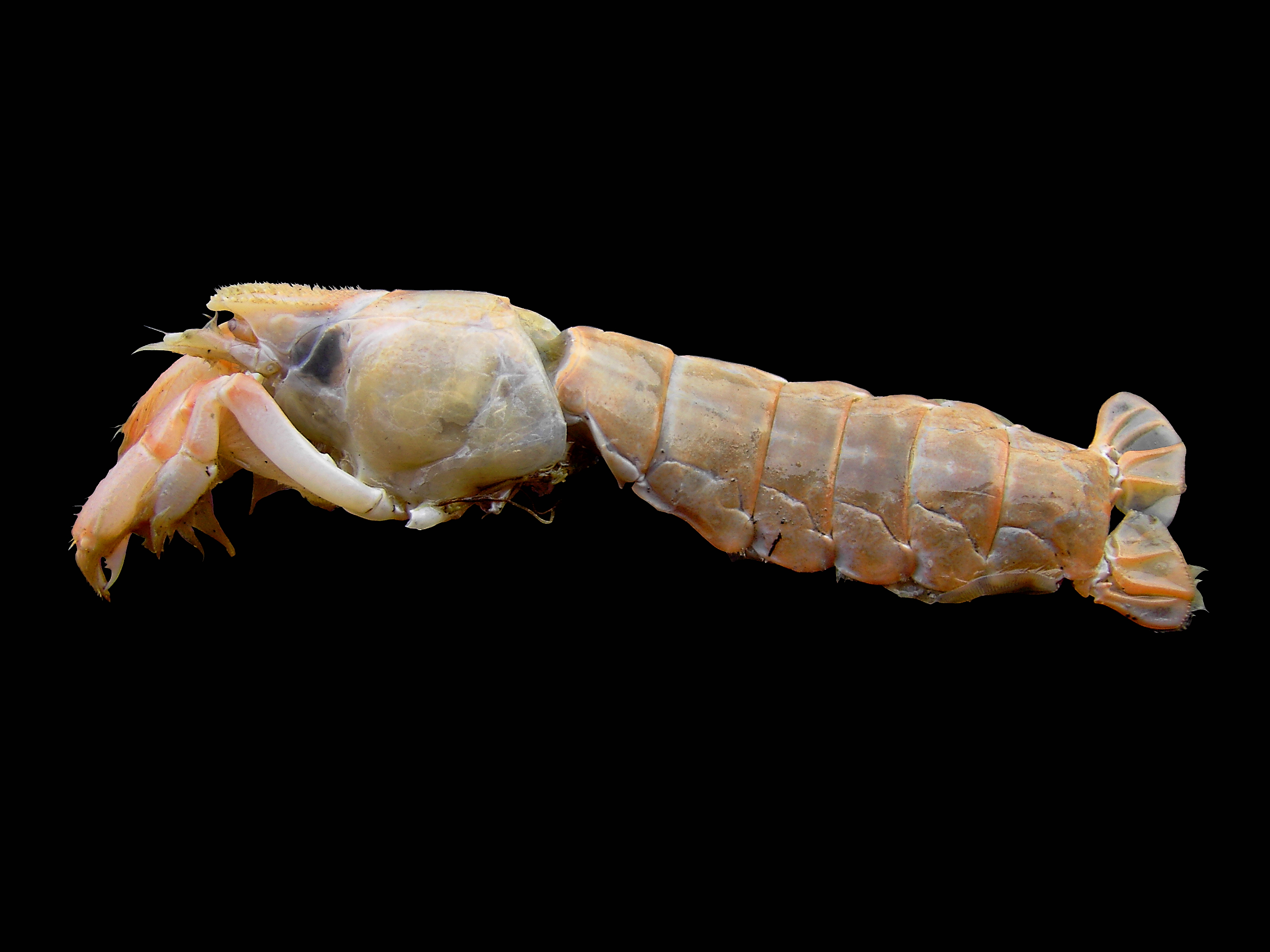